# Tir à l'arc aux Jeux méditerranéens de 2018
Navigation
Oran 2022
Les compétitions de tir à l'arc des Jeux méditerranéens de 2018 ont lieu du 22 juin 2018 au 24 juin 2018 à Tarragone, en Espagne.

## Palmarès
| Épreuve            | Or                                                       | Argent                                                   | Bronze                                               |
| ------------------ | -------------------------------------------------------- | -------------------------------------------------------- | ---------------------------------------------------- |
| Individuel hommes  | Mete Gazoz (TUR)                                         | Gašper Štrajhar (SVN)                                    | Pablo Acha (ESP)                                     |
| Par équipes hommes | France Thomas Koenig Romain Fichet Mathieu Jimenez       | Slovénie Gašper Štrajhar Den Habjan Malavašič Rok Bizjak | Espagne Pablo Acha Miguel Alvariño Antonio Fernández |
| Individuel femmes  | Lucilla Boari (ITA)                                      | Mónica Galisteo (ESP)                                    | Aybüke Aktuna (TUR)                                  |
| Par équipes femmes | France Angéline Cohendet Bérangère Rogazy Marion Bardary | Espagne Mónica Galisteo Nerea López Alicia Marín         | Turquie Yasemin Anagöz Gülnaz Coşkun Aybüke Aktuna   |

## Tableau des médailles
| Rang  | Nation   | Or | Argent | Bronze | Total |
| ----- | -------- | -- | ------ | ------ | ----- |
| 1     | France   | 2  | 0      | 0      | 2     |
| 2     | Turquie  | 1  | 0      | 2      | 3     |
| 3     | Italie   | 1  | 0      | 0      | 1     |
| 4     | Espagne  | 0  | 2      | 2      | 4     |
| 5     | Slovénie | 0  | 2      | 0      | 2     |
| Total | Total    | 4  | 4      | 4      | 12    |